# 陈星 (1965年)
陈星（1965年2月—），男，河南虞城人，中华人民共和国政治人物，曾任中共驻马店市委书记，现任中共河南省委常委、秘书长，省人大常委会副主任。

## 生平
1987年毕业于郑州工学院水利系农田水利工程建筑专业。1989年获得中国社会科学院研究生院经济管理专业硕士学位。
1998年3月，任夏邑县人民政府副县长。
1999年11月，任商丘市团委副书记；2000年3月，任商丘市团委书记。
2001年12月，任民权县人民政府县长。
2003年6月，任中共柘城县委书记。
2008年10月，任驻马店市人民政府副市长。
2012年4月，任中共济源市委常委；5月，兼任济源市常务副市长（2013年在职取得清华大学公共管理硕士学位）。
2015年4月，任驻马店市市长。2017年12月，任驻马店市委书记。
2021年5月，任河南省人民政府副省长。同年10月，任中共河南省委常委。11月，任省委秘书长。
2025年1月，当选河南省人大常委会副主任。